# Socket 563
Le Socket 563 est un socket micro PGA utilisé pour les processeurs Athlon XP-M basse consommation (TDP 16 et 25 W) (« Thoroughbred » & « Barton » ; modèles 8 et 10),. Le Socket 563 aurait également été utilisé pour les processeurs Duron « Appaloosa », qui n’ont jamais été officiellement lancés mais ont connu une circulation très limitée,,,. Ce socket se trouve généralement dans les ordinateurs portables et nécessite un processeur mobile basse consommation dans un boîtier μPGA spécial à 563 broches qui est différent du boîtier Socket A (462 broches) utilisé pour les autres processeurs Athlon. Le socket 563 ne prend en charge que les processeurs 32 bits.
Seules quelques cartes mères d’ordinateurs de bureau ont été fabriquées avec des sockets 563. Les cartes mères équipées du Socket 563 comprennent le PCChips M863G Ver3 (en fait fabriqué par  ECS) et l'ECS K7SOM. Les deux cartes mères étaient livrées avec des processeurs à socket 563 ainsi qu'avec un dissipateur thermique.
Le socket 563 a été remplacé par le socket S1 en 2006.